# Yvonne Hijgenaar
Yvonne Hijgenaar, née le 15 mai 1980 à Alkmaar, est une coureuse cycliste néerlandaise, professionnelle entre 2003 et 2012. Spécialiste de la piste, elle a notamment décroché une médaille d'argent en vitesse par équipes aux championnats du monde de 2007 à Palma de Majorque.

## Biographie
Durant son adolescence, Yvonne Hijgennar s'intéresse à de nombreux sports. Elle commence avec le handball, puis joue au tennis et au patinage de vitesse. Comme patineuse de vitesse, elle est membre de l'équipe nationale.
En 2001, Hijgenaar achète un vélo pour compléter son entrainement. Pour le plaisir, elle inscrit à une course sur piste à Alkmaar et elle est repérée par Peter Pieters, l’entraîneur en chef de l'équipe néerlandaise sur piste. Il l'invite à venir s’entraîner sur piste. Dès cette première année, elle devient championne des Pays-Bas du 500 mètres et deuxième en vitesse individuelle.
Dans les années suivantes, Hijgenaar remporte de nombreux titres de championne national sur500 mètre, en keirin et en vitesse individuelle. En 2005, elle s'adjuge deux médailles de bronze aux mondiaux de Los Angeles sur 500 mètres et en keirin. Deux ans plus tard, elle devient en vitesse par équipes, en collaboration avec Willy Kanis, vice-championne du monde. Par ailleurs, elle obtient une médaille de bronze sur l'omnium était aux championnats du monde 2009 à Pruszkow. Il s'agit de sa dernière médaille internationale. 
Après une participation aux Jeux olympiques de 2012 à Londres, où elle terminé cinquième de la vitesse par équipes, elle met un terme à sa carrière de cycliste.
Yvonne Hijgenaar est en couple avec le cycliste Roy van den Berg.

## Palmarès

### Jeux olympiques
- Londres 2012
  - 5e de la vitesse par équipes (avec Willy Kanis)

### Championnats du monde
- Los Angeles 2005
  -  Médaillée de bronze du 500 mètres
  -  Médaillée de bronze du keirin
- Palma de Majorque 2007
  -  Médaillée d'argent de la vitesse par équipes (avec Willy Kanis)
- Pruszkow 2009
  -  Médaillée de bronze de l'omnium
  - 5e de la vitesse par équipes
  - 7e de la vitesse individuelle
  - 13e du keirin
- Apeldoorn 2011
  - 7e de la vitesse par équipes
- Melbourne 2012
  - 7e de la vitesse par équipes

### Coupe du monde
- 2003
  - 2e de la vitesse par équipes à Aguascalientes
  - 3e du 500 mètres à Sydney
- 2004
  - Classement général du  500 mètres
  - 1re du  500 mètres à Manchester
  - 3e de la vitesse par équipes à Aguascalientes
  - 3e du 500 mètres à Aguascalientes
  - 3e de la vitesse par équipes à Moscou
  - 3e du 500 mètres à Moscou
- 2004-2005
  - 1re du 500 mètres à Sydney
  - 2e du 500 mètres à Moscou
  - 3e du 500 mètres à Los Angeles
  - 3e de la vitesse à Sydney
- 2005-2006
  - 1re du 500 mètres à Sydney
  - 2e du 500 mètres à Manchester
  - 3e du 500 mètres à Carson
- 2006-2007
  - 1re de la vitesse par équipes à Los Angeles
  - 1re de la vitesse par équipes à Moscou
  - 1re de la vitesse par équipes à Manchester
  - 2e du 500 mètres à Copenhague
  - 3e du 500 mètres à Sydney
- 2007-2008
  - 1re de la vitesse par équipe à Sydney
  - 1re de la vitesse par équipe à Pékin
  - 1re de la vitesse par équipe à Los Angeles
  - 2e de la vitesse par équipes à Copenhague
  - 2e de la poursuite par équipes à Copenhague
- 2008-2009
  - 1re de la vitesse par équipes à Melbourne (avec Willy Kanis)
  - 1re de la vitesse par équipes à Pékin (avec Willy Kanis)
- 2009-2010 
  - 1re de la vitesse par équipes à Cali (avec Willy Kanis)
  - 2e de la vitesse par équipes à Manchester
  - 2e de la vitesse par équipes à Melbourne
  - 2e de la vitesse par équipes à Pékin
- 2010-2011 
  - 2e de la vitesse par équipes à Pékin

### Championnats d'Europe
- Champion d'Europe d'omnium 2008

### Championnats nationaux
- Championne des Pays-Bas du 500 mètres de 2001, 2002, 2003, 2004, 2005, 2007 et 2012
- Championne des Pays-Bas de la vitesse de 2002, 2003, 2004, 2005, 2011 et 2012
- Championne des Pays-Bas du keirin de 2003, 2004, 2005